# 弗里德姆 (新罕布什爾州)
弗里德姆（英語：Freedom）是一個位於美國新罕布什爾州卡羅爾縣的鎮。

## 人口
根據2020年美國人口普查的數據，弗里德姆的面積為98.20平方千米，當中陸地面積為90.00平方千米，而水域面積為8.20平方千米。當地共有人口1689人，而人口密度為每平方千米17人。